# Coupe sagittale
Pour un article plus général, voir Système de référence en anatomie.

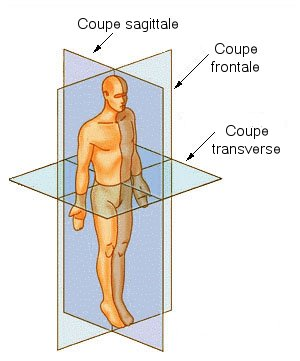
Plans de références chez l'être humain.

En anatomie, le plan sagittal, ou plan longitudinal, est un plan anatomique qui divise le corps en parties droite et gauche. Le plan peut être au centre du corps et le diviser en deux moitiés (plan médian) ou loin de la ligne médiane et le diviser en parties inégales (plan para-sagittal). Le terme anatomique sagittal a été inventé au XIIe siècle par le traducteur Gérard de Crémone.